# Stadtwiki Karlsruhe
Stadtwiki Karlsruhe е онлайн енциклопедия на немски език, уики за град Карлсруе и региона. Тя стартира през 2004 г. През 2009 г. е класирана като най-голямото градско уики в света по брой статии, но след това е изместена от други уикита.